# Guarea michel-moddei
Guarea michel-moddei är en tvåhjärtbladig växtart som beskrevs av T.D. Pennington & S.A. Mori. Guarea michel-moddei ingår i släktet Guarea och familjen Meliaceae. Inga underarter finns listade i Catalogue of Life.